# Azerbaijan–Georgia–Romania Interconnector
Azerbaijan–Georgia–Romania Interconnector (AGRI) este un proiect pentru transportul gazelor naturale provenite din Azerbaidjan, prin Georgia, către România și mai departe către piața Uniunii Europene.
Proiectul prevede construcția unui terminal de lichefiere a gazelor pe litoralul Mării Negre, în Georgia, și transportul maritim al acestora în România, unde se va construi o unitate de regazeificare.
Proiectul AGRI este complementar proiectului Nabucco.
În mai 2010, România, Azerbaidjan și Georgia au încheiat un acord la Tbilisi privind înființarea unei companii mixte care va tranzita gaze azere către Europa, prin intermediul Georgiei.
Compania urma să fie înființată la București în termen de 30 de zile, având ca acționari companiile Romgaz Mediaș (România), SOCAR (Azerbaidjan) și GOGC (Georgia).